# Rio Fortuna
Rio Fortuna là một đô thị thuộc bang Santa Catarina, Brasil. Đô thị này có diện tích 300 km², dân số năm 2007 là 4428 người, mật độ 14,7 người/km².